# Liber Ivonis
Liber Ivonis (Eibons bok) är en fiktiv bok skapad av författaren Clark Ashton Smith.
Liber Ivonis skrevs av den hyperboreanske trollkarlen Eibon. Boken var en enorm lunta med kunskap i mysticism, bland annat innehöll den detaljerade redogörelser av Eibons bedrifter, som hans resor till Pnath-dalen och planeten Shaggai. Även vördnadsritualer åt Zhothaqquah (Eibons skyddsgudomlighet) och magiska formler för att dräpa vissa utomjordiska fasor finns detaljerade i boken.
Endast ofullständiga fragment finns kvar av originalet, men översättningar till engelska, franska och latin har gjorts. Den latinska översättningen gjordes av Caius Phillipus Faber på 800-talet och bär namnet "Liver Ivonis". Den franska gjordes av Gaspard du Nord under 1200-talet och kallas "Livre D'Ivon". Den engelska översättningen fick namnet "Book of Eibon" och tros ha gjorts under 1400-talet av en okänd översättare.
Skräckförfattaren H. P. Lovecraft använde boken även i sina berättelser, som t.ex. "Drömmarna i Häxhuset" (1933), "Jägaren i mörkret" (1936) och "Skuggan ur tiden" (1936).
I skräckfilmen "The Beyond", regisserad av den framlidne Lucio Fulci, figurerar Eibons bok. Filmen går dock inte i Lovecrafts anda utan användandet av Eibons bok ses mer som en hyllning till Lovecraft.